# Sonata per a piano núm. 25 (Beethoven)

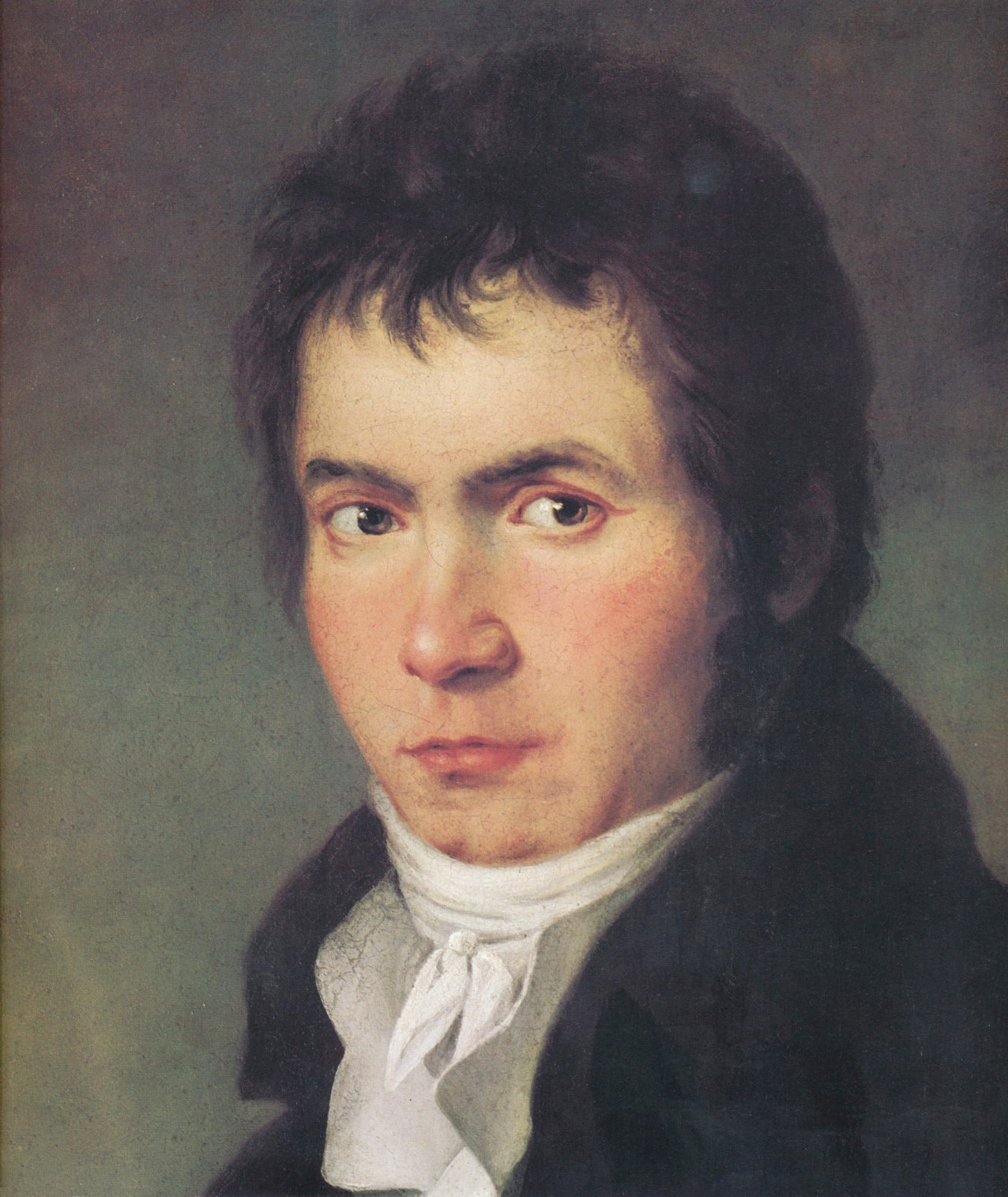
Retrat de Ludwig van Beethoven, datat entre 1804 i 1805.

La Sonata per a piano núm. 25, en sol major, op. 79 de Ludwig van Beethoven fou acabada el 1809, i publicada el desembre de 1810. És una de les sonates més curtes escrites per ell, ja que té una durada d'uns onze minuts. Ha rebut el sobrenom de "Sonatina" o "Sonata fàcil".
Consta de tres moviments: 
1. Presto allá tedesca
2. Andante
3. Vivace